# John W. Rosa

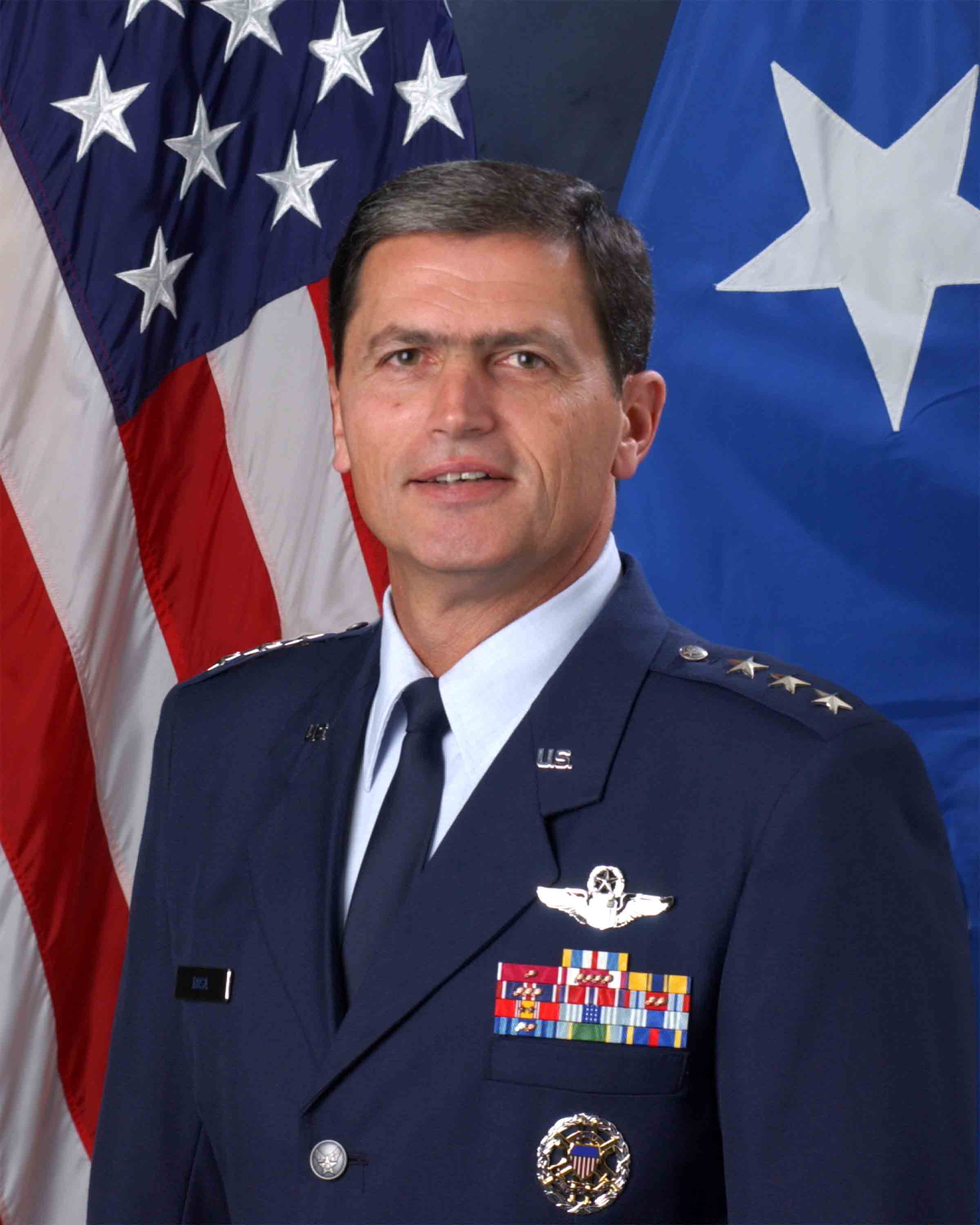
John W. Rosa (2006)

John William Rosa Jr.  (* 28. September 1951 in Springfield, Illinois) ist ein pensionierter Generalleutnant der United States Air Force. Er war unter anderem Leiter (Superintendent) der United States Air Force Academy.

## Leben
Über das ROTC-Programm der Militärschule The Citadel in Charleston in South Carolina gelangte John Rosa im Jahr 1973 in das Offizierskorps des United States Air Force. Dort durchlief er anschließend alle Offiziersränge vom Leutnant bis zum Drei-Sterne-General.
Im Lauf seiner militärischen Karriere absolvierte er verschiedene Kurse und Schulungen. Dazu gehörten unter anderem eine Ausbildung zum Kampfpiloten und weitere Fortbildungskurse als Pilot neuer Flugzeugtypen; die Squadron Officer School auf der Maxwell Air Force Base in Alabama; das Air Command and Staff College, das sich ebenfalls auf der Maxwell AFB befindet; das Command and General Staff College der United States Army in Fort Leavenworth in Kansas und das United States Army War College in Carlisle in Pennsylvania. Außerdem erhielt er akademische Grade von der Golden Gate University, der Harvard Kennedy School und der Harvard University.
In seinen frühen Jahren als Offizier der Luftwaffe war er an verschiedenen Stützpunkten in den Vereinigten Staaten stationiert. Dabei war er als Pilot, Flugausbilder, Waffenoffizier oder Stabsoffizier bei unterschiedlichen Einheiten tätig. Dazwischen absolvierte er die erwähnten Schulungen. Als Stabsoffizier war er unter anderem im Hauptquartier der Air Force eingesetzt. Zwischen November 1980 und Juli 1983 war er in unterschiedlichen Funktionen auf der Royal Air Force Base bei der schottischen Stadt Lossiemouth stationiert. Nach zwischenzeitlich anderen Verwendungen gehörte er zwischen 1987 und 1990 dem Stab des Hauptquartiers der Air Force an. Es folgte eine Versetzung zur Kunsan Air Base in Südkorea. Dort kommandierte John Rosa zwischen Januar 1991 und Januar 1992 die 35. Taktische Schwadron (35th Tactical Fighter Squadron).
Anschließend wurde er auf die Mountain Home Air Force Base in Idaho versetzt. Bis zum Dezember 1992 kommandierte er dort die 366. Nachschubschwadron (366th Operations Support Squadron). Danach war er bis Juli 1993 auf der gleichen AFB stellvertretender Kommandeur der 366th Operations Group. Nach seinem bis Juni 1994 andauernden Studium am Army War College wurde er nach New Mexico auf die Holloman Air Force Base versetzt, wo er bis zum August 1995 verblieb. Er war dort zunächst stellvertretender und später regulärer Kommandeur der 49th Operations Group.
Zwischen August 1995 und Juli 1997 kommandierte John Rosa auf der Shaw Air Force Base in South Carolina das 210. Kampfgeschwader (20th Fighter Wing). Als Nächstes wurde er nach Hawaii zur Hickham Air Force Base versetzt. Dort war er bis zum August 1998 Generalinspekteur im Hauptquartier der Pacific Air Forces. Danach leitete er ab August 1998 bis zum März 2000 auf der Maxwell AFB das Air Command and Staff College. Anschließend kommandierte er bis August 2001 auf der Moody Air Force Base in Georgia das 347. Geschwader (347th Wing). Es folgte eine Versetzung nach Washington, D.C. wo Rosa bis zum Juli 2003 der Stabsabteilung für Operationen der Joint Chiefs of Staff angehörte.
Sein letzter Auftrag führte ihn nach Colorado Springs in Colorado zur United States Air Force Academy. Am 9. Juli 2003 übernahm er dort als Superintendent die Leitung dieser Ausbildungsstätte. Dieses Amt bekleidete er bis zum 24. Oktober 2005, als er von John F. Regni abgelöst wurde. Rosa übernahm ein schwieriges Erbe. In den Jahren zuvor war die Akademie durch massive sexuelle Übergriffe in negative Schlagzeilen geraten, die unter anderem zur Entlassung seines Vorgängers John R. Dallager geführt hatten. Zwischen der Entlassung Dallagers und seinem Amtsantritt wurde die Akademie kommissarisch von John A. Weida geführt. Nach dem Ende dieser Berufung schied Rosa aus dem aktiven Militärdienst aus.
Während seiner aktiven Zeit als Militärpilot absolvierte er über 3600 Flugstunden auf verschiedenen Flugzeugtypen.
Zwischen 2006 und 2018 leitete John Rosa als Zivilist das Militär-College The Citadel in Charleston, an dem er einst selbst studiert hatte.

## Daten der Beförderungen
| Abzeichen | Rang               | Jahr              |
| --------- | ------------------ | ----------------- |
|           | Second Lieutenant  | 23. Oktober 1973  |
|           | First Lieutenant   | 23. Oktober 1975  |
|           | Captain            | 23. Oktober 1977  |
|           | Major              | 1. März 1985      |
|           | Lieutenant Colonel | 1. Januar 1990    |
|           | Colonel            | 1. Februar 1994   |
|           | Brigadier General  | 1. August 1999    |
|           | Major General      | 1. April 2003     |
|           | Lieutenant General | 1. September 2003 |

## Orden und Auszeichnungen
John Rosa erhielt im Lauf seiner militärischen Laufbahn unter anderem folgende Auszeichnungen:
- Air Force Distinguished Service Medal
- Defense Superior Service Medal
- Legion of Merit
- Meritorious Service Medal
- Air Force Commendation Medal
- Combat Readiness Medal